# 蜘蛛 (映画)
『蜘蛛』（くも）は、1926年（大正15年）製作・公開、悪麗之助監督による日本の長編劇映画、サイレント映画時代の剣戟映画である。

## 略歴・概要
本作は、悪麗之助が阪東妻三郎プロダクションでの監督した第2作である。第1作は同年に「陸大蔵」名義で監督した『無明地獄』であった。当時の悪麗之助は、寿々喜多呂九平とならび「悪魔派」と呼ばれる脚本家であったが、本作では、寿々喜多のオリジナルシナリオを悪が監督した。
本作は、松竹キネマ（現在の松竹）が配給し、同年10月1日に浅草公園六区・帝京座をフラッグシップに全国公開され、同年のキネマ旬報ベストテンで日本映画部門で第10位にランクインした。
本作の上映用プリントは、現在、東京国立近代美術館フィルムセンターにも、マツダ映画社にも所蔵されていない。現存しないとされる映画を中心に、玩具映画を発掘・復元する大阪藝術大学のリストにも存在しない。現状、観賞することの不可能な作品である。

## スタッフ・作品データ
- 監督 : 悪麗之助
- 原作・脚色 : 寿々喜多呂九平
- 撮影 : 鈴木博

- 製作 : 阪東妻三郎プロダクション太秦撮影所
- 上映時間（巻数 / メートル） : 166分[6]（15巻 / 4,572メートル）
- フォーマット : 白黒映画 - スタンダードサイズ（1.33:1） - サイレント映画
- 初回興行 : 浅草・帝京座

## キャスト
- 阪東妻三郎 - 紫之塚甲子三郎
- 中村琴之助 - 銀二
- 春路謙作 - 神童
- 嵐豊之助 - 万公
- 中村政太郎 - 筋違ひ
- 森静子 - お美津
- 五味国枝 - お新

## 註
1. 1 2  悪麗之助、日本映画データベース、2010年2月15日閲覧。
2. ↑  蜘蛛、日本映画データベース、2010年2月15日閲覧。
3. ↑  所蔵映画フィルム検索システム、東京国立近代美術館フィルムセンター、2010年2月15日閲覧。
4. ↑  主な所蔵リスト 劇映画＝邦画篇、マツダ映画社、2010年2月15日閲覧。
5. ↑  玩具映画フィルム・リスト、大阪藝術大学、2010年2月15日閲覧。
6. ↑  Film Calculator換算結果、コダック、2010年2月15日閲覧。